# Klooster Dominicanessen van Bethanië
Het Klooster Dominicanessen van Bethanië is een voormalig klooster gelegen aan Beckersweg 10, op de steilrand bij Venlo. Van 1947 tot 1983 was er een tehuis voor moeilijk opvoedbare meisjes.

## Geschiedenis
In 1914 kwamen de dominicanessen van Bethanië vanuit Frankrijk aan in Venlo. Ze vestigden zich in een voormalige uitspanning aan de grens met Duitsland. In het voorjaar van 1915 werd besloten tot de bouw van een nieuw L-vormig kloostergebouw, dat werd ingewijd op 25 november 1915 en daarna officieel in gebruik werd genomen. In 1926 werd het klooster naar het oosten toe verlengd door de bouw van een nieuwe kapel. In 1928 bouwde men de hoofdvleugel met front op identieke wijze uit. 
Op 22 november 1947 werd een tehuis geopend voor moeilijk opvoedbare meisjes en kreeg de naam Lataste (vernoemd naar de stichter van de congregatie). In 1983 fuseerde Lataste met het Sint-Jozefgesticht van Klooster Nazareth en gingen samen verder als Stichting Jongerenhulp -opvoeding en -begeleiding (SJOB).
Er werd samenwerking gezocht met de missie Albertushof die rond 1905 door dominicanen was gekocht als buitenverblijf voor hun studenten. Vanaf 11 januari 1939 huisvestte Albertushof het missiehuis van de dominicanessen van waaruit ongeveer zestig zusters naar de missie in Zuid-Afrika vertrokken. 
Tussen 1950 en 1959 kwam de carrévorm tot stand en werd het klooster op twee plekken uitgebreid met een aanbouw. Ook werden er diverse bijgebouwen gebouwd, zoals aan de noordoostzijde in 1950 een ontspanningszaal. Het carrévormige hoofdgebouw is in fases ontstaan en combineert diverse bouwstijlen met invloeden van rationele bouwprincipes (opzet en indeling), traditionalistische uitgangspunten en expressionistische vormen (gevelgeleding en detaillering). Tussen 1915 en 1960 werd naar de ontwerpen van architect Jules Kayser de diverse bouwwerkzaamheden uitgevoerd.
In 1962 startten de zusters een kinderdagverblijf onder de naam de Stichting Albertuskleuterhof waaruit in 1965 de Stichting Kindervreugd ontstond voor de opvang van kinderen met een verstandelijke beperking.